# ホオアカ

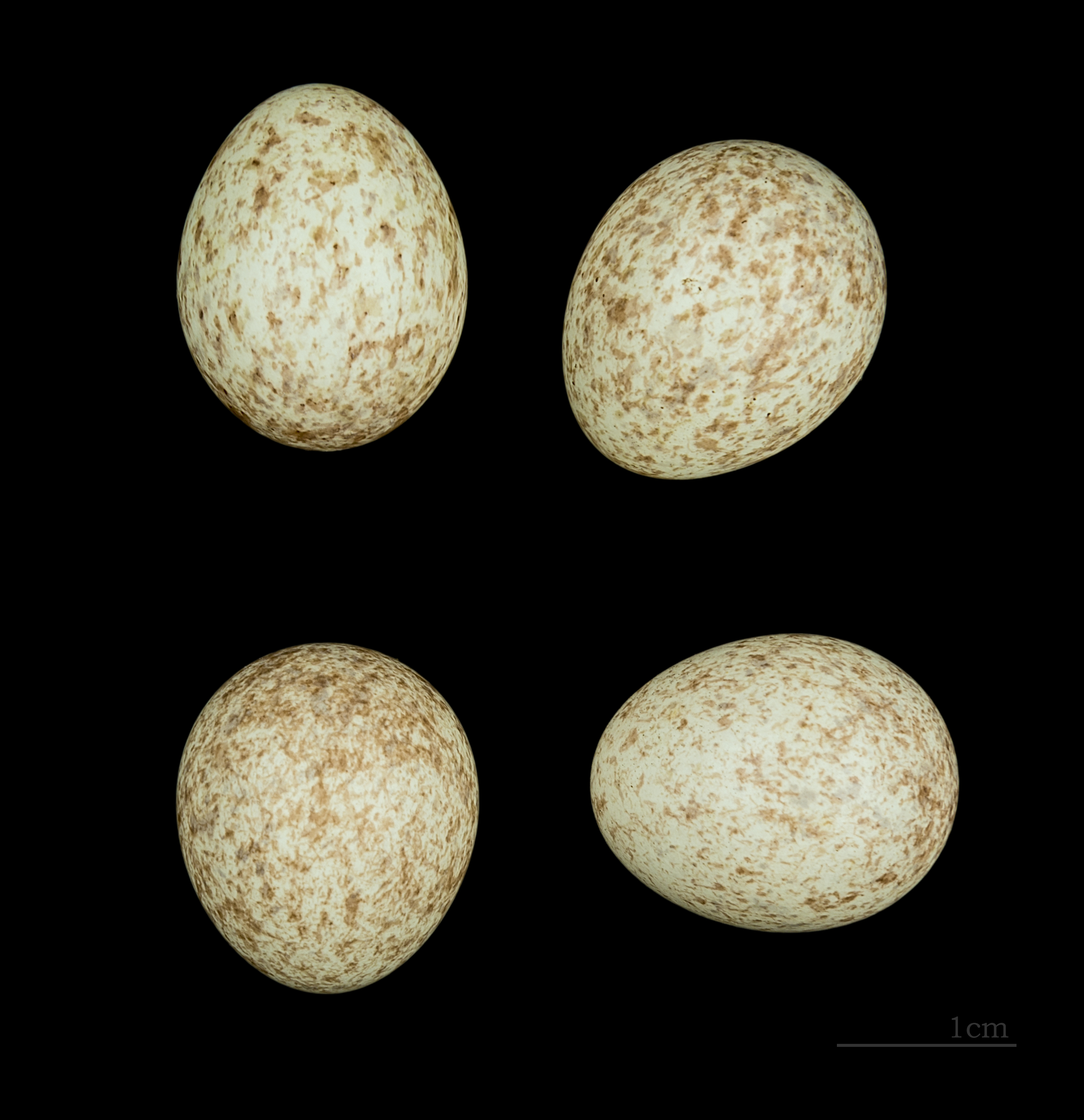
Emberiza fucata

ホオアカ（頬赤、学名Emberiza fucata）は、スズメ目ホオジロ科ホオジロ属に分類される鳥類。

## 分布
インド、タイ、大韓民国、中国、朝鮮民主主義人民共和国、日本、ネパール、パキスタン、ベトナム、ミャンマー、モンゴル、ラオス、ロシア南東部
中国北東部および南部やヒマラヤ山脈西部、シベリア南東部、モンゴルで繁殖し、北方のものは朝鮮半島南部から中国南部やインドシナ北部に渡り越冬する。日本では夏季に北海道、本州北部の高地や平地、本州中部以南の高地で繁殖するとされていたが、近年、山口県では海岸近くの低地での繁殖が確認され、また秋吉台でも繁殖している。冬季は本州西部、四国、九州で越冬する（留鳥）。

## 形態
全長15-16.5cm。体重19-26g。側頭部に赤褐色の斑紋があるのが和名の由来。腹面は白く、体側面には褐色の縦縞が入り、メスは少々、色が薄い。
オスの夏羽は頭部が灰色になり、胸部に黒と赤褐色の横帯が1対ずつ入る。

## 生態
平地から山地の草原や河川敷、農耕地に生息する。非繁殖期には単独か小規模な群れを形成して生活する。
食性は雑食で、昆虫類、節足動物、果実、種子等を食べる。主に地上で採餌する。
繁殖形態は卵生。日本での繁殖期は5-7月で、藪や低木の樹上に枯れ草を束ねたお椀状の巣を作る。1回に3-6個の卵を産む。抱卵期間は約12日で、雌が抱卵する。雛は約12日で巣立ちする。

## 人間との関係
開発による生息地の破壊や、獲物の減少等により生息数は減少している。